# Gewöhnlicher Aufenthalt (Steuerrecht)
Ihren gewöhnlichen Aufenthalt im steuerrechtlichen Sinne von § 9 Abgabenordnung hat eine Person dort, wo sie sich unter Umständen aufhält, die erkennen lassen, dass sie an diesem Ort oder in diesem Gebiet nicht nur vorübergehend verweilt, wo sie also ihren Lebensmittelpunkt hat.
Dabei kommt es nicht auf eine bestimmte Dauer des Aufenthaltes an, jedoch ist die Aufenthaltsdauer ein wichtiges Indiz. Deshalb ist jedenfalls immer dort der gewöhnliche  Aufenthalt anzunehmen, wo sich eine Person, unabhängig vom Kalenderjahr, wenigstens sechs zusammenhängende Monate (kurze Unterbrechungen schaden dabei nicht) aufhält, es sei denn, sie hält sich zum Besuch, für eine Kur oder ähnliche private Zwecke auf.
Es ist dabei an äußere Merkmale anzuknüpfen; es kommt nur auf einen natürlichen Willen an, Geschäftsfähigkeit wird nicht vorausgesetzt. Auch Zwangsaufenthalte begründen im Steuerrecht einen gewöhnlichen Aufenthalt, zum Beispiel im Strafvollzug oder einem Unfallkrankenhaus. Körperliche Anwesenheit ist erforderlich. Der gewöhnliche Aufenthalt wird beendet, wenn der Betroffene am besagten Ort nicht mehr verweilt und auch nicht mehr den Willen zur Rückkehr hat.
Anders als im Zivilrecht ist im Steuerrecht die Möglichkeit mehrerer gewöhnlicher Aufenthalte gleichzeitig nicht gegeben.
Hat eine Person ihren gewöhnlichen Aufenthalt im Inland, ist sie nach dem deutschen Steuerrecht in Deutschland unbeschränkt einkommensteuerpflichtig. Der Ort des gewöhnlichen Aufenthalts ist auch Anknüpfungspunkt dafür, welches Finanzamt örtlich zuständig ist.

## Einkünfte aus unselbstständiger Arbeit im Ausland
Wird ein Arbeitnehmer von einem Arbeitgeber in das Ausland entsandt, behält aber seinen gewöhnlichen Aufenthalt im Inland, bleibt er im Inland einkommensteuerpflichtig. Damit es jedoch nicht zu einer Doppelbesteuerung kommt, wenn auch der Tätigkeitsstaat eine Besteuerung vornehmen will, regeln so genannte  Doppelbesteuerungsabkommen, dass die Besteuerung der Einkünfte nur im Tätigkeitsstaat erfolgt und im Inland von der Besteuerung freigestellt werden.
Die 183-Tage-Regelung in den Doppelbesteuerungsabkommen sieht hiervon wiederum eine Ausnahme vor.
Hält sich der Arbeitnehmer im Steuerjahr (i. d. R. das Kalenderjahr) bzw. in einem beliebigen 12-Monats-Zeitraum (abhängig vom jeweiligen Doppelbesteuerungsabkommen) weniger als 183 Tage in dem ausländischen Land auf, in dem er erwerbstätig ist, so muss er auch seinen ausländischen Lohn in Deutschland versteuern, wenn nicht der Arbeitgeber seinen Sitz oder einen Betriebssitz im ausländischen Tätigkeitsstaat hat. Im Tätigkeitsstaat findet dann keine Besteuerung statt.